# Platypalpus pilosus
Platypalpus pilosus är en tvåvingeart som beskrevs av Patrick Grootaert och Chvala 1992. Platypalpus pilosus ingår i släktet Platypalpus och familjen puckeldansflugor.
Artens utbredningsområde är Tunisien. Inga underarter finns listade i Catalogue of Life.